# Lesly Fellinga
Lesly Fellinga (Port-au-Prince, 29 september 1985) is een voormalig Haïtiaans profvoetballer die bij voorkeur als linkerverdediger speelt. Eerder speelde hij voor BV Veendam, sc Heerenveen, Toronto FC en de Harkemase Boys. Als international kwam Fellinga tussen 2006 en 2011 uit voor het Haïtiaans voetbalelftal. Fellinga bezit eveneens een Nederlands paspoort.

## Clubvoetbal
Hij groeide op in Nederland en voetbalde voor ZVZ en ZFC Zuidlaren. In het seizoen 1996/97 werd hij gescout door FC Groningen en ging hij voetballen bij de jeugd van FC Groningen. In zijn FC Groningen periode (1996-2006) werd hij regelmatig opgeroepen voor de nationale selectie onder 15, 17 en 19. In het seizoen 2000-2001 speelde hij met het Nederlands elftal onder 15 in Engeland een interland tegen Spanje in het kader van het Walker tournament. Met Jong-Groningen werd Fellinga in 2006 kampioen van Beloften Eerste Divisie.
In het seizoen 2006/07 stapte hij over naar de eerstedivisieclub BV Veendam. Aan het einde van het seizoen 2006/07 debuteerde de verdediger in het eerste elftal van BV Veendam. En het seizoen erop speelde hij één bekerduel en 15 competitieduels. Bij deze club werd hij ook opgeroepen voor het Haïtiaans nationale voetbalelftal voor een oefenduel tegen Panama.
In de zomer van 2008 maakt Lesly de overstap naar sc Heerenveen. Hier tekent hij een contract voor één seizoen, met een optie op een tweede seizoen. Hij is voornamelijk gehaald om het beloftenelftal van Heerenveen te versterken. Op 18 september 2008 maakte hij in Portugal zijn Europese debuut in het Uefa-cupduel tegen Vitoria Setubal. De wedstrijd eindigt gelijk: 1-1. Op 2 oktober 2008 speelt hij ook de return die winnend (uitslag 5-2) wordt afgesloten.
Begin augustus 2009 tekende hij, na een geslaagde stage, een tot 31 december durende overeenkomst bij de Canadese MLS vereniging Toronto FC. Fellinga maakte zijn debuut voor Toronto FC als invaller in de thuiswedstrijd tegen Colorado Rapids op 12 september 2009. Na het seizoen hield hij zichzelf in vorm bij SC Gronitas.
In mei 2010 kwam het nieuws naar buiten dat Fellinga naar de Harkemase Boys verkaste. Hier trof hij de onder meer Haïtiaans international Tim Velten en Nederlands international Romano Denneboom aan als teamgenoot. Met de Harkemase Boys keerde Fellinga terug in het Abe Lenstra stadion tijdens een bekerwedstrijd tegen sc Heerenveen. Fellinga mocht de tweede helft invallen, maar moest na een paar minuten het veld weer verlaten nadat hij een doorgebroken speler in het strafschopgebied neerhaalde. Tussen 2012 en 2015 speelde hij nog drie seizoenen bij CVV Oranje Nassau in de Eerste klasse.

## Interlandvoetbal
Fellinga werd geboren op Haïti in Port-au-Prince en zijn biologische moeder woonde in Cité Soleil, maar Fellinga is als baby geadopteerd door een Drents gezin uit Zuidlaren. Als jeugdspeler was de verdediger een vaste waarde in Oranje onder 15 en werd later enkele malen opgeroepen voor Oranje onder 17.
Hij maakt zijn officiële debuut in het nationale elftal van Haïti op 28 maart 2007 in een vriendschappelijke wedstrijd tegen de VS. Daarna speelt hij vier interlands met het Haïtiaans Olympisch elftal in de kwalificatiereeks voor de Olympische Spelen van Peking 2008. Opvolgend speelt hij vijf interlands met het nationale team in de kwalificatie voor het WK van 2010 in Zuid-Afrika.
Hij maakte deel uit van de Haitiaanse selectie voor de CONCACAF Gold Cup in 2009.

## Carrièrestatistieken

### Beloften
| Seizoen | Club              | Competitie              | Competitie | Competitie |
| Seizoen | Club              | Competitie              | Wed.       | Dlp.       |
| ------- | ----------------- | ----------------------- | ---------- | ---------- |
| 2004/05 | Jong FC Groningen | Beloften Eerste Divisie | ?          | ?          |
| 2005/06 | Jong FC Groningen | Beloften Eerste Divisie | ?          | ?          |
| 2008/09 | Jong Heerenveen   | Beloften Eredivisie     | ?          | ?          |
| Totaal  | Totaal            | Totaal                  | ?          | ?          |

### Senioren
| Seizoen         | Club            | Competitie      | Competitie | Competitie | Beker | Beker | Internationaal | Internationaal | Totaal | Totaal |
| Seizoen         | Club            | Competitie      | Wed.       | Dlp.       | Wed.  | Dlp.  | Wed.           | Dlp.           | Wed.   | Dlp.   |
| --------------- | --------------- | --------------- | ---------- | ---------- | ----- | ----- | -------------- | -------------- | ------ | ------ |
| 2006/07         | BV Veendam      | Eerste divisie  | 1          | 0          | 0     | 0     | –              | –              | 1      | 0      |
| 2007/08         | BV Veendam      | Eerste divisie  | 15         | 0          | 1     | 0     | –              | –              | 16     | 0      |
| 2008/09         | sc Heerenveen   | Eredivisie      | 0          | 0          | 0     | 0     | 2              | 0              | 2      | 0      |
| 2009            | Toronto FC      | MLS             | 4          | 0          | 0     | 0     | 0              | 0              | 4      | 0      |
| 2010/11         | Harkemase Boys  | Topklasse       | 25         | 0          | 1     | 0     | –              | –              | 26     | 0      |
| 2011/12         | Harkemase Boys  | Topklasse       | 18         | 0          | 2     | 0     | –              | –              | 20     | 0      |
| Carrière totaal | Carrière totaal | Carrière totaal | 63         | 0          | 4     | 0     | 2              | 0              | 69     | 0      |

Bijgewerkt t/m 4 september 2016.

## Erelijst
- KNVB beker: 2009
- Canadees kampioenschap: 2009
- Finalist KNVB amateurbeker: 2011